# Pero Pais Correia
Pêro Pais Correia ou Pedro Pais Correia (1200 — ?) foi um nobre português. As Inquirições Gerais de Afonso III assinalam um amádigo na «Vila do Casal», em Balazar, de que é protagonista, como pai de Paio Peres Correia.
Pêro Pais Correia casou, cerca de 1220, com Dórdia Pais de Aguiar (1210 — ?), jovem muito abastada de terras de Aguiar e de Basto. Apesar disso, Pedro Pais Correia parece ter-se estabelecido e criado a família na sua Casa de Fralães — é o que faz crer o facto de as mencionadas Inquirições assinalarem os seus filhos e um genro em freguesias como Nine, Grimancelos, Louro, Remelhe.
O pai de Pedro Pais Correia, Paio Soares Correia (1175 — ?), casou duas vezes, a primeira com Gontinha Godins, assinalada em Viatodos e Nine, e a segunda com D. Maria Gomes da Silva que deveria ser bastante jovem, pois casou adiante, também ela, em segundas núpcias, tendo ainda significativo número de filhos.

## Relações familiares
Pedro Pais Correia foi filho de Paio Soares Correia (1175 — ?) e de D. Maria Gomes da Silva, e neto de Soeiro Pais Correia com D. Urraca Hueriz.
Casou com D. Dórdia Pais de Aguiar (1210 — ?), filha de Pero Mendes de Aguiar, de quem teve:
1. Paio Pires Correia (1220 — ?).
2. João Correia, casado com Elvira Gonçalves Taveira.
3. Martim Pires Correia, casado com Maior Afonso de Cambra.
4. Soeiro Correia (1290 — ?), casado com Teresa Martins Espinhel.
5. Gomes Correia (? — 1258), casado com Maria Anes Redondo (? — 1297).
6. Paio Correia, "o alvarazento" (1250 — ?), casado com Maria Mendes de Melo, filha de Mem Soares de Melo (1195 — 1262) e de D. Teresa Afonso Gato (1220 — ?).
7. Urraca Pires Correia (1230 — ?), casada com Estêvão Pires de Moles.
8. Sancha Pires Correia, casada com D. Nuno Martins de Chacim, filho de Martim Pires de Chacim, (1185 – 1258) e de Froile Nunes de Bragança.
9. Teresa Pires
10. Mem Pires
11. Gonçalo Pires Correia de Santarém, casado com Elvira Baralha.